# Eothenomys wardi
Eothenomys wardi är ett däggdjur i familjen hamsterartade gnagare som förekommer i Kina. Populationen infogades tidigare som synonym i Eothenomys chinensis och sedan 1990-talet godkänns den som art.
Individerna når en kroppslängd (huvud och bål) av 90 till 108 mm, en svanslängd av 43 till 56 mm och en vikt av 22 till 39 g. Bakfötterna är 17 till 20 mm långa och öronen är 12 till 15 mm stora. Arten skiljer sig från andra släktmedlemmar i avvikande detaljer av hannarnas penis. Enligt en studie från 2013 är Eothenomys custos djurets systerart.
Denna gnagare lever i bergstrakter i södra Kina i provinsen Yunnan. Den vistas i regioner mellan 2400 och 4250 meter över havet. Arten är vanligast på klippiga bergsängar och intill vattendrag i skogar. Den hittas även i barrskogar och blandskogar.
Allmänt är inga hot för beståndet kända. IUCN listar Eothenomys wardi på grund av det begränsade utbredningsområde som nära hotad (NT).